# Tutti gli uomini del deficiente (album)
Tutti gli uomini del deficiente è il settimo album in studio del gruppo musicale italiano Elio e le Storie Tese, pubblicato nel 1999, colonna sonora del film omonimo della Gialappa's Band diretto da Paolo Costella.

## Tracce
1. L'arrivo (intro) – 0:20
2. Psichedelia (feat. Lucio Dalla) – 4:25
3. Ballate bastardi (interlude) – 1:45
4. Yes I Love You – 3:19
5. Tell Me You Love Me – 2:20
6. Il sogno del coiffeur (skit) – 0:41
7. L'indianata – 4:21
8. Tonza patonza (interlude) – 1:09
9. Risate a denti stretti – 4:08
10. Ranella impazzita (interlude) – 0:30
11. Furgoni fratricidi (Psichedelia reprise) – 0:58
12. Hommage à Violette Nozières – 3:18
13. Ci sentiamo in settimana – 1:00
14. Acido lattico – 3:36
15. Oh Yes (prelude) – 0:40
16. Palla medica – 2:17
17. Tegole fratricide (interlude) – 1:05
18. Super Maison – 3:49
19. Mamma non mamma – 1:23
20. Presidance® (feat. Raffaella Carrà) – 3:23
21. Pignoramento (interlude) – 1:07
22. Maritto ogami (outro) – 1:57

## Brani musicali
- L'arrivo: è un parlato di Arnoldo Foà, campionato dal film.
- Psichedelia: canta anche Lucio Dalla nella parte di Dio. Nel brano è presente una ghost track al contrario, decriptabile mediante PC.
- Ballate bastardi: è introdotta da Maurizio Crozza ed è cantata da Mangoni.
- Yes I Love You: in passato era la sigla dei concerti del tour 1985, ma le due versioni hanno in comune solo il ritornello.
- Tell Me You Love Me: è la cover della canzone omonima di Frank Zappa.
- Il sogno del coiffeur:
- L'indianata: è citata Soul Man di Sam & Dave e Albachiara di Vasco Rossi. Il testo è completamente improvvisato, così come lo è a ogni riproposizione del brano.
- Tonza patonza: il sottofondo cita You Sexy Thing degli Hot Chocolate.
- Risate a denti stretti: canzone con base tipica dance anni novanta e testo creato col programma "eloquens" (con cui una voce elettronica sintetizzata ripete ciò che viene scritto) in cui vengono raccontate delle barzellette. Il titolo fa riferimento all'omonima rubrica de La Settimana Enigmistica. Il pezzo è stato eseguito per la prima volta dal vivo nel tour del 2006, Coèsi se vi pare, in cui Elio e Claudio Bisio (ma a volte anche il pubblico) improvvisavano le barzellette sul momento.
- Ranella impazzita:
- Furgoni fratricidi: il sottofondo riprende il secondo movimento "molto vivace" della nona sinfonia in re minore di Ludwig van Beethoven e il tema di Psichedelia.
- Hommage à Violette Nozières: è la cover del brano omonimo degli Area. Alla fine citazione di Paolo Hendel.
- Ci sentiamo in settimana: brano strumentale che ricorda molto Wicked Game di Chris Isaak.
- Acido lattico: è ispirata alle canzoni degli XTC, mentre i cori finali ricordano i cori alla fine di Message in a Bottle dei Police.
- Oh Yes: cori gospel.
- Palla medica: la voce narrante è di Elio, mentre il cantante è Faso. In alcune parti della canzone è presente un campionamento di Space Jam.
- Tegole fratricide:
- Super Maison: nella musica è citata A Remark You Made dei Weather Report.
- Mamma non mamma: è citata Intermission riff di Stan Kenton, nota anche come sigla del programma TV7.
- Presidance®: canta anche Raffaella Carrà e c'è una citazione da Tubular Bells di Mike Oldfield. La Carrà si rifiutò di cantare la frase equivoca "...e i deputati, 'sti figli de.. putati..."[senza fonte], che infatti nell'album compare cantata solo dai membri ufficiali del gruppo.
- Pignoramento: era, in origine, un vecchio brano di Claudio Bisio e Rocco Tanica, composto per lo spettacolo teatrale Tersa Repubblica.
- Maritto ogami:

## Formazione
- Elio - voce, flauto traverso
- Rocco Tanica - pianola
- Cesareo - chitarra elettrica
- Faso - basso
- Feiez - sassofono, voce
- Christian Meyer stravecchio - batteria

### Altri musicisti
- Gialappa's Band, Claudia Gerini, Paolo Hendel, Marina Massironi, Giovanni Esposito, Gigio Alberti, Fabio De Luigi, Maurizio Crozza, Ugo Dighero, Andrea Brambilla, Arnoldo Foà e La Belva Umana - voci recitanti
- Jantoman - organo Hammond e cori in Yes I Love You, tastiera in Super Maison
- Lucio Dalla - voce in Psichedelia
- Mangoni - voce in Ballate bastardi
- Curt Cress - batteria in L'indianata
- Giancarlo Porro - sax tenore in L'indianata
- Emilio Soana - tromba in L'indianata
- Mauro Pagani - violino in Hommage à Violette Nozières
- Francesca Touré - voce in Oh Yes
- Raffaella Carrà - voce in Presidance®
- Alessandro "Pacho" Rossi - percussioni in Presidance®